# Bătălia de la Recknitz
Bătălia de la Recknitz s-a disputat în ziua de 16 octombrie 955 între forțele regelui Otto I "cel Mare" al Germaniei aliat cu tribul slavilor rani de o parte, și federația slavilor obodriți de sub conducerea lui Nako și a fratelui său Stoinegin, cu vecinii lor aliați și tributari polabi de cealaltă parte, în regiunea actuală a Mecklenburgului. Câmpul de bătaie a fost probabil în apropiere de Pantlitz în Ribnitz-Damgarten. Victoria germană asupra slavilor a urmat victoriei lui Otto din bătălia de la Lechfeld asupra maghiarilor și a marcat punctul culminant al domniei acestui rege. Rezultatul l-a constituit o pace de 30 de ani, care s-a încheiat abia odată cu Marea revoltă a slavilor din anul 983, din timpul împăratului Otto al II-lea.

## Context
În vreme ce regele Otto I "cel Mare" era ocupat cu campaniile sale împotriva maghiarilor, vasalul său nemulțumit Wichmann cel Tânăr și fratele acestuia, Egbert "cel Chior" i-au instigat pe slavii din Marca Billungilor la revoltă. Obodriții au invadat Saxonia și au prădat Cocarescemier, ucigându-i pe bărbații de acolo și luând cu ei femeile și copiii ca sclavi. Potrivit cronicarului Widukind de Corvey, ca urmare a victoriei asupra maghiarilor de la Lechfeld, regele Otto a pătruns adânc în teritoriul ocupat de slavi, unde Wichmann și Egbert căutau refugiu. Otto a distrus din temelii centrele populației slave și în curând i-a încercuit pe aceștia; el s-a oferit să le cruțe viețile în cazul în care aceștia s-ar fi predat. Trimișii slavilor au sosit la adunarea pe care Otto "cel Mare" a ținut-o în Saxonia și s-au oferit să plătească tributul anual în schimbul permisiunii de a se guverna singuri; "altminteri", ar fi spus ambasadorii slavi, ei ar fi "luptat pentru libertatea lor"..

## Bătălia
Armata lui Otto a fost adunată din fiecare regnum (ducat) al Regatului Germaniei, chiar și din Boemia. Ea includea circa 7.000 de saxoni călare și 1.000 de infanteriști din Frizia. Forța slavă a lui Stoinegin era constituită din 8.000 de pedestrași și 1.000 participanți din cavaleria ușoară. Pe parcursul luptei, Stoinegin a fost atras într-o pădure, descălecat și ucis de către un soldat pe nume Hosed, care a fost ulterior recompensat cu generozitate, după ce a prezentat lui Otto capul conducătorului slav.

## Rezultate
Aproximativ 1.100 de saxoni au căzut în luptă, iar 2.000 au fost răniți. Tabăra slavilor a pierdut 4.500 de morți și 2.000 de răniți. După bătălie, capul lui Stoinegin ar fi fost ridicat pe un țăruș, iar sute de slavi capturați au fost executați înainte de apus, iar sfătuitorilor lui Stoinegin li s-a tăiat limba.